# Марк Ван Монтагю
Марк Ван Монтагю (на нидерландски: Marc Van Montagu) е белгийски молекулярен биолог и бизнесмен.

## Биография
Роден е в Гент на 10 ноември 1933 г. Завършва Гентския университет, където след това става преподавател.
Той е сред откривателите на механизма за генетичен трансфер между агробактерии и растения, намерил широко приложение в генното инженерство и създаването на генетично модифицирани растения. Ван Монтагю е съосновател на биотехнологичната компания „Плант Дженетик Системс“, днес подразделение на „Байер“, и председателства лобистката организация Европейска федерация по биотехнологии.